# Traité anglo-marocain de 1856

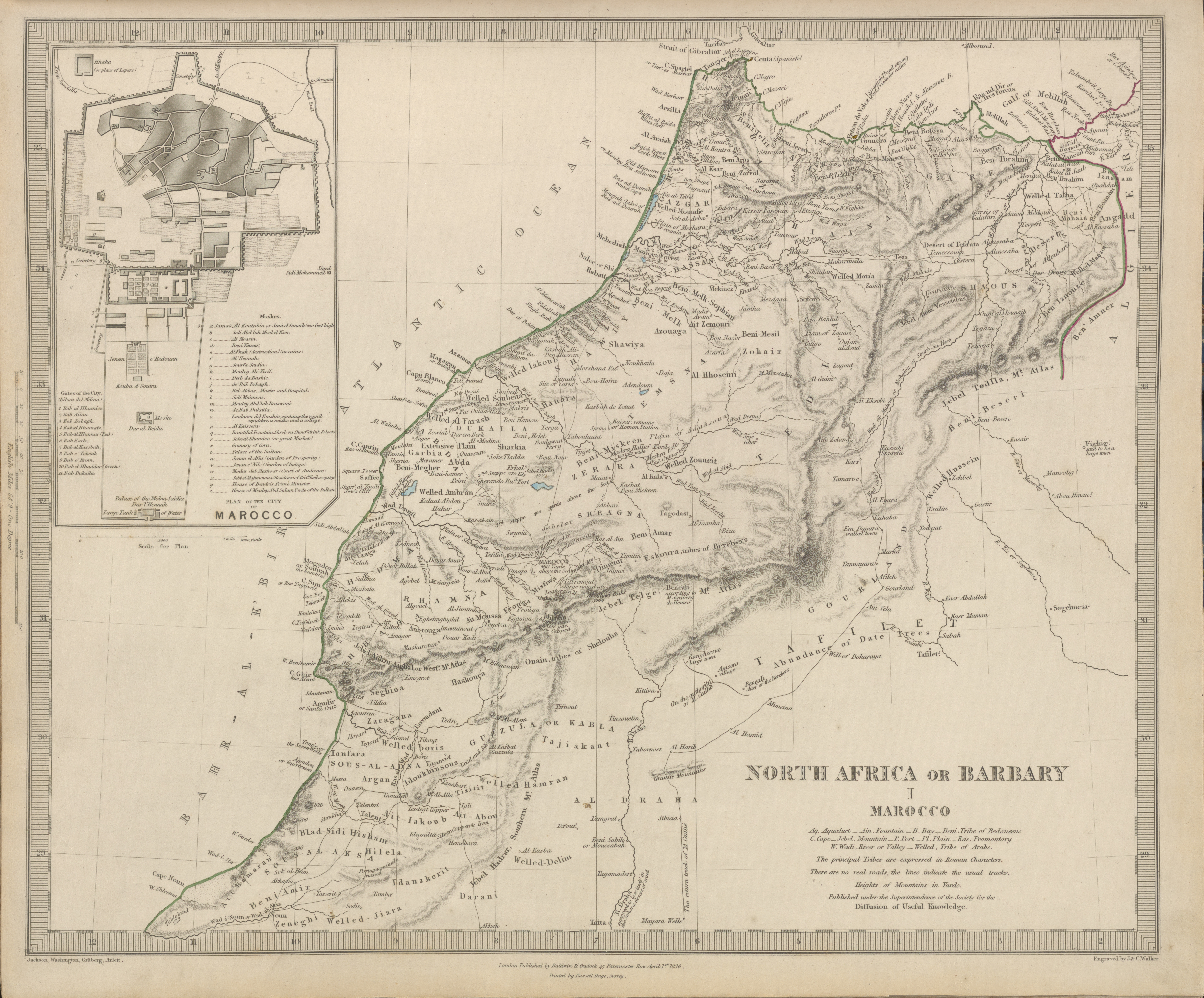
Carte du Maroc de 1856

Le traité anglo-marocain de 1856 fut signé entre le Maroc et la Grande-Bretagne, après de longues négociations entre John Drummond Hay et Mohammed El-Khateeb, représentants respectifs de la reine Victoria et du sultan alaouite Moulay Abderrahmane à Tanger. 
Ce traité se compose de deux textes. Le premier constitue un traité général, contenant trente-huit articles ayant trait à la situation des consuls et leurs privilèges, la liberté des mouvements et d'installation des sujets britanniques dans le pays.
Le deuxième texte est un traité de commerce en vingt articles. Le plus important d'entre eux est l'article 6 qui fixe les tarifs douaniers à 10 %. Le traité abolit le monopole commercial de l'État marocain (Makhzen) et scelle définitivement l'ouverture commerciale du Maroc.